# هوليوود هيلز

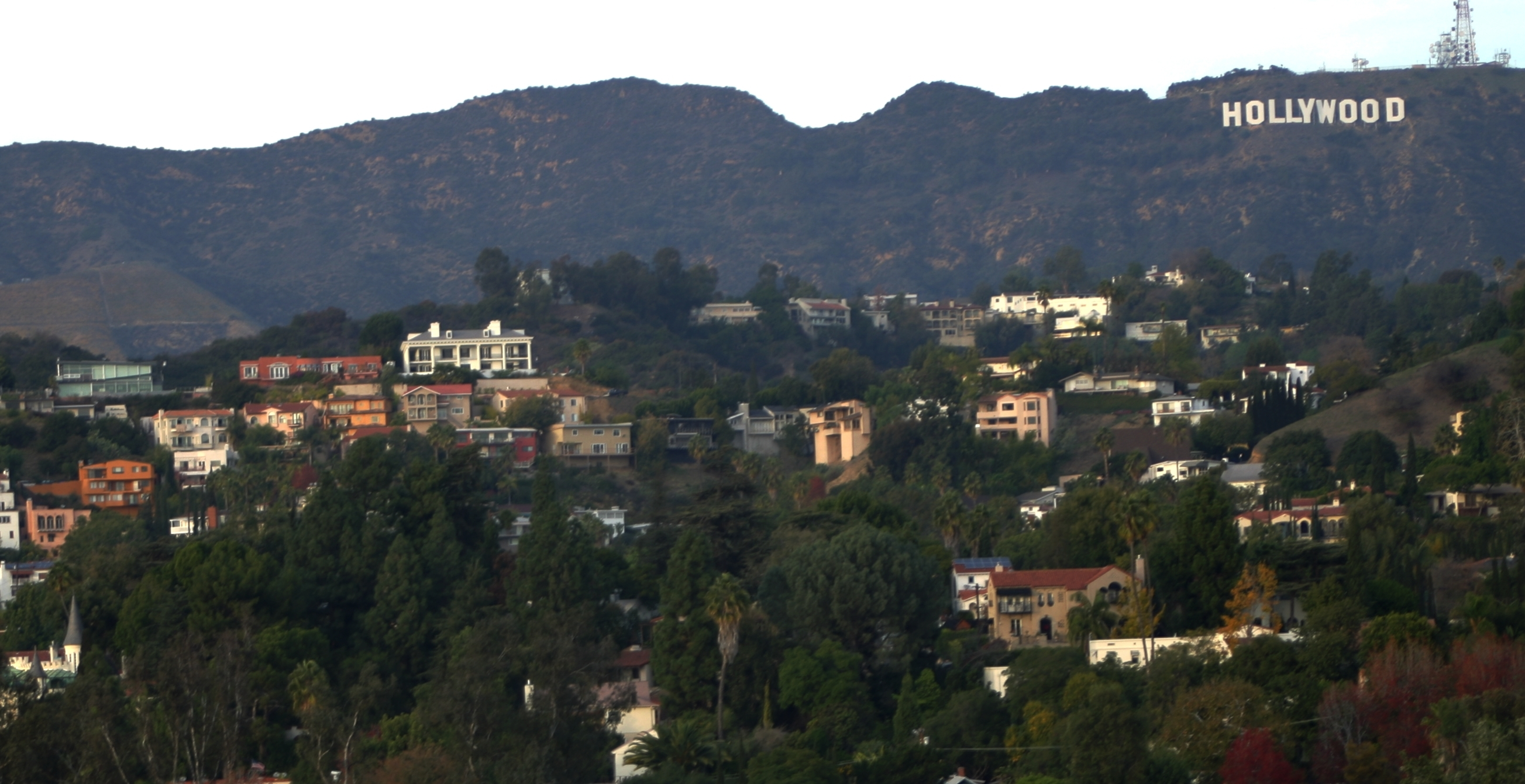
لافتة هوليود وهوليودد هليز

هوليوود هيلز هو حي الأثرياء وخاصة في لوس انجليس، كاليفورنيا في جبال جنوب شرق سانتا مونيكا.غير معترف بها كمنطقة تعتبر حي في المدينة وتعتبر جزءا من منطقة هوليوود.فإنها تعرف أيضا لكونها حي حيث يوجد مساكن للأثرياء ومشهورة مثل جنيفر لوبيز، بن أفليك، براد بيت وبريتني سبيرز ريجي بوش، جورج هاريسون، باريس هيلتون ، كيفن كوستنر، ريان سيكريست، مورغان فيرتشايلد، جيمس Farentino، هاري هوديني، وبيلي أيدول، ، شارون ستون، دينزل واشنطن، جيري سينفيلد، ليزلي نيلسن، ماتيس جوني، ميغ رايان، كاثي بيتس، Cryer جون، كريستيان سلاتر، Sedaka نيل، أورسون ويلز، وهنري وينكلر، ليزي كابلان، بوش ستيفان، Panettiere هايدن، مارلين مانسون وزاك إيفرون.